# Verberg
Verberg ist ein Stadtteil von Krefeld.

## Geographie
Im Süden grenzt Verberg an den Krefelder Stadtwald. Im Nordwesten liegt das Naturschutzgebiet Riethbenden, ein Abschnitt der Niepkuhlen. Der im Osten benachbarte Stadtteil Gartenstadt gehört größtenteils zur Gemarkung Verberg.

## Geschichte
Verberg war eine alte Bauernsiedlung und gehörte bis 1794 zum kurkölnischen Amt Uerdingen. Seit dem 19. Jahrhundert bildete Verberg eine Landgemeinde in der Bürgermeisterei Bockum im Landkreis Krefeld im Regierungsbezirk Düsseldorf. 1902 wurde Verberg mit der südlich angrenzenden Nachbargemeinde Bockum zur Gemeinde Bockum-Verberg zusammengeschlossen. Diese Gemeinde wurde am 15. Oktober 1907 in die Stadt Krefeld eingemeindet.

## Einwohnerentwicklung
| Jahr | Einwohner | Quelle |
| ---- | --------- | ------ |
| 1832 | 753       | [ 3 ]  |
| 1861 | 827       | [ 4 ]  |
| 1871 | 833       | [ 5 ]  |
| 1885 | 862       | [ 6 ]  |
| 1895 | 917       | [ 2 ]  |
| 2015 | 3976      | [ 1 ]  |

## Kultur
Kultureller Höhepunkt ist das Schützenfest, das alle vier Jahre zu Pfingsten stattfindet.
Da der Nachbarortsteil Traar vergleichbare Strukturen hinsichtlich Einrichtungen bzw. Festen aufweist, herrscht eine gewisse Rivalität zwischen Verbergern und Traarern, die allerdings in den meisten Fällen mehr im Spaß und mit kleinen „Neckereien“ ausgetragen wird.

## Baudenkmäler

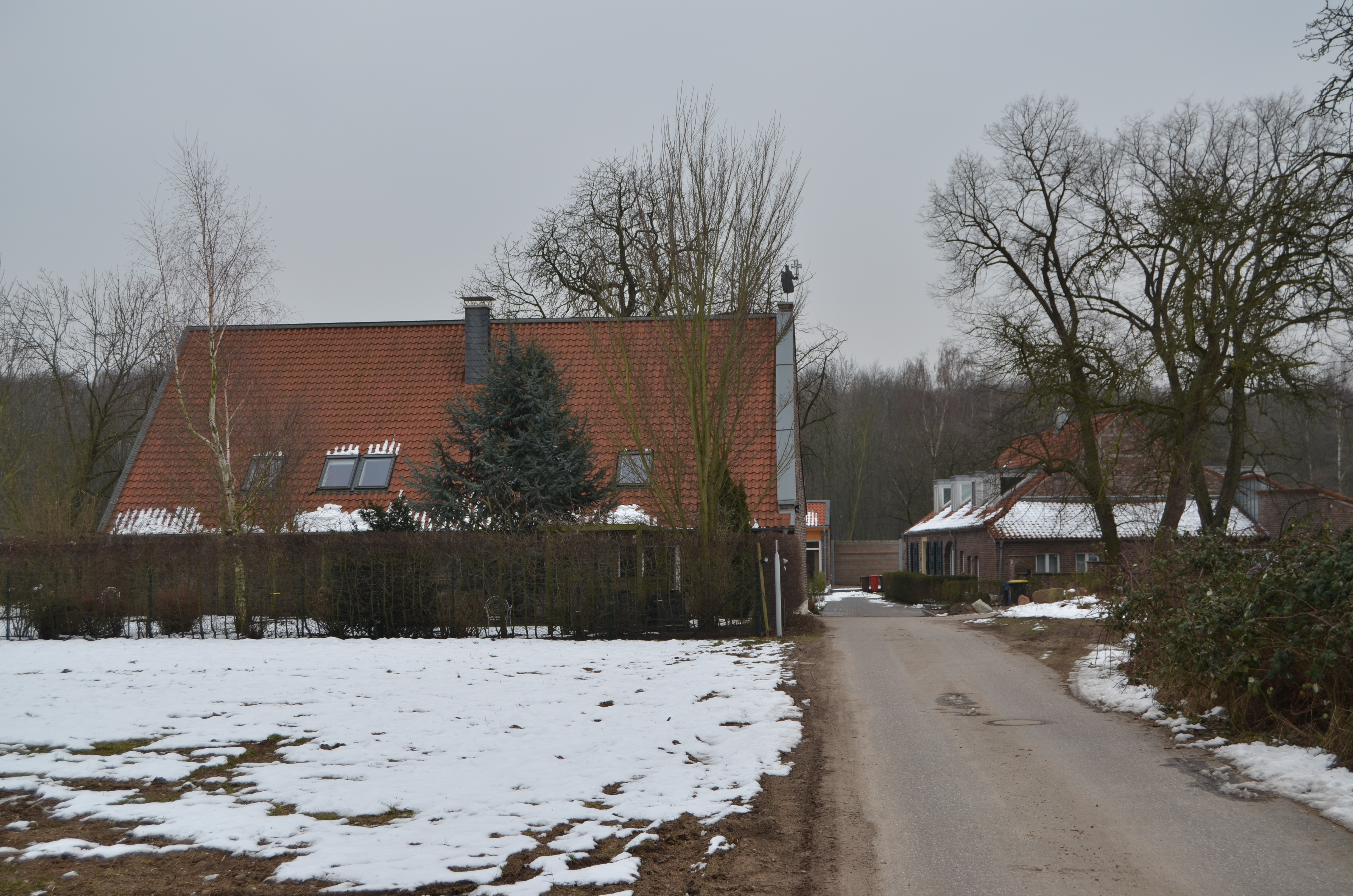
Kamphof
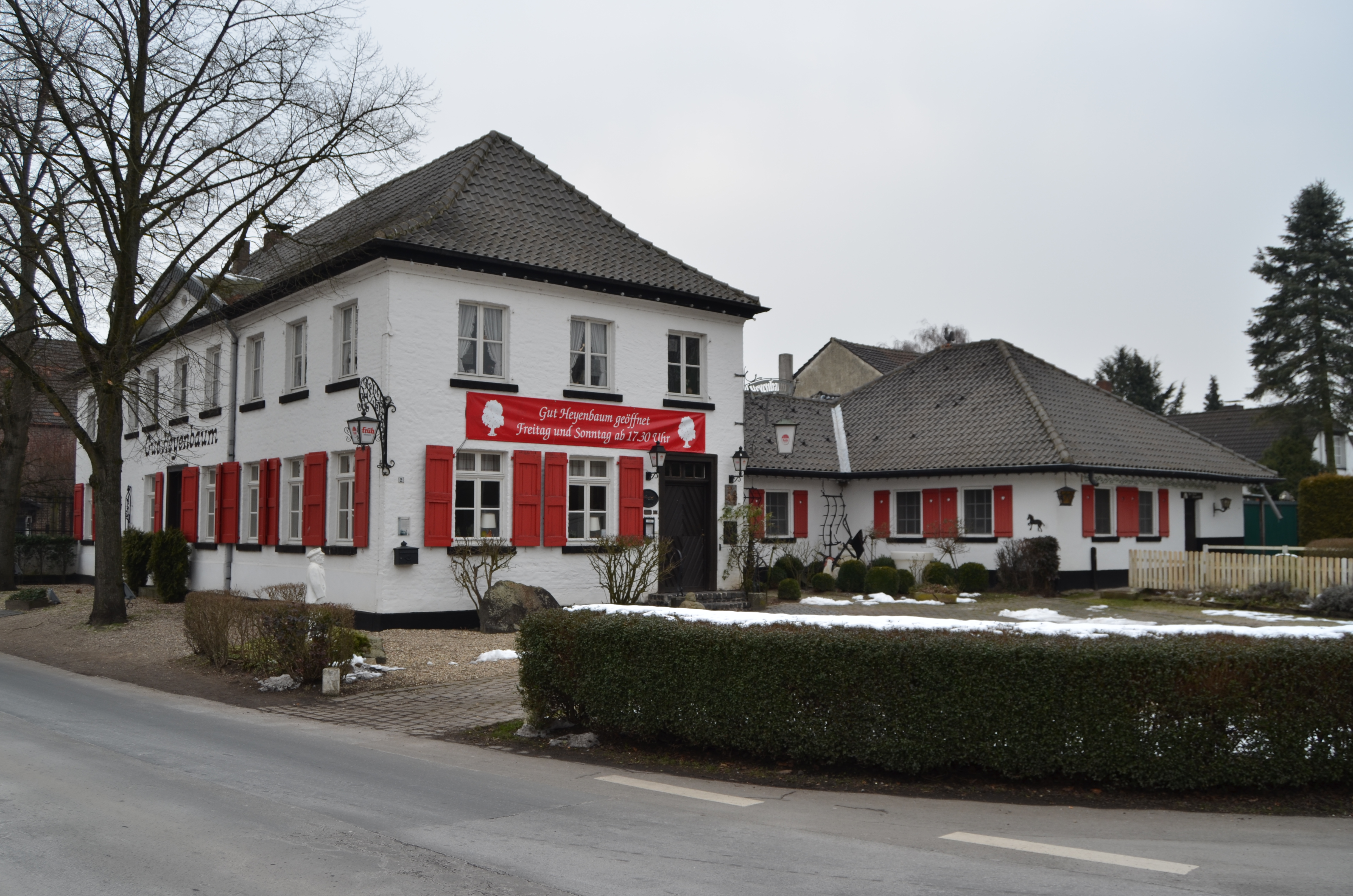
Gut Heyenbaum
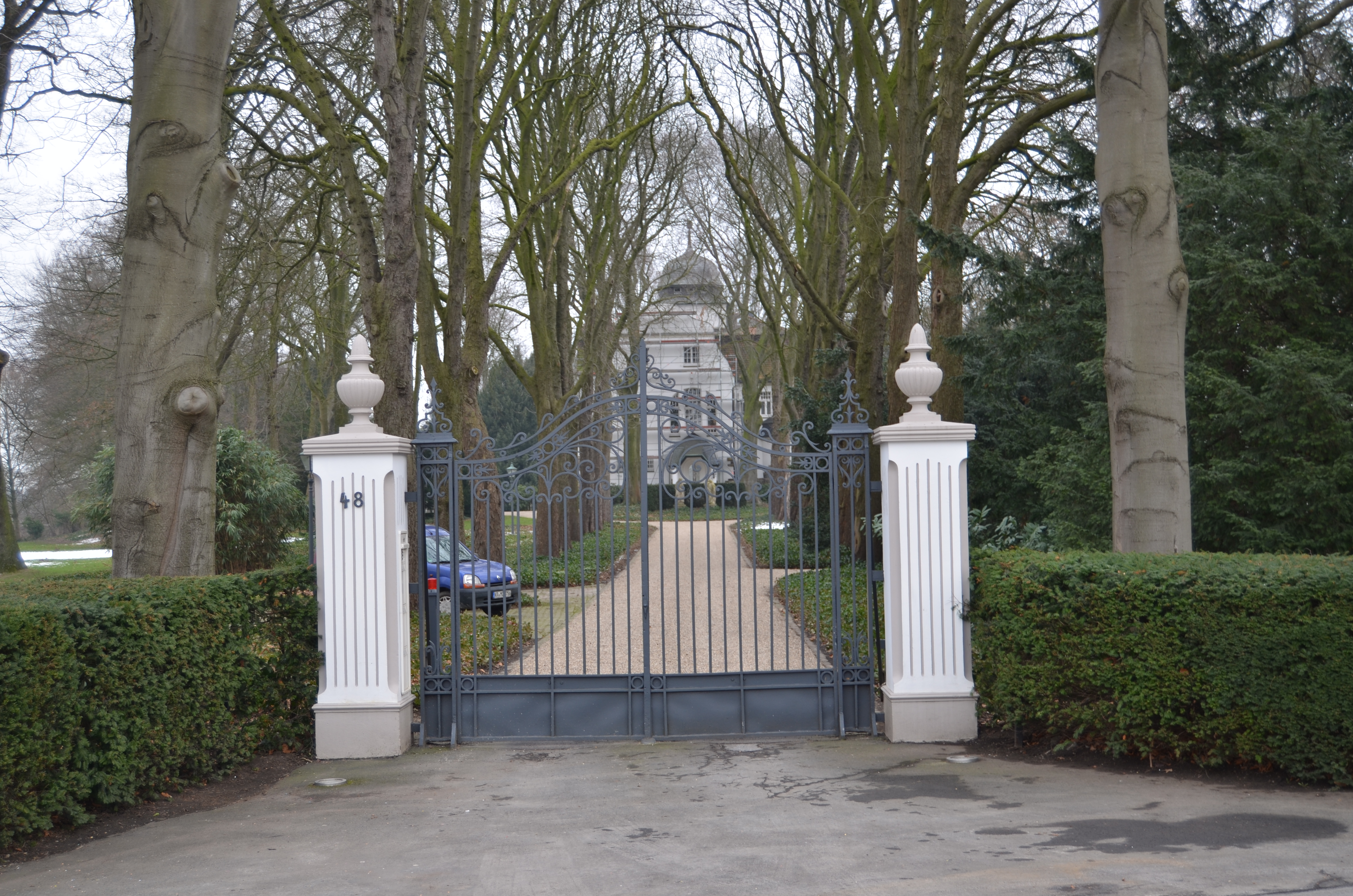
Haus Scheven
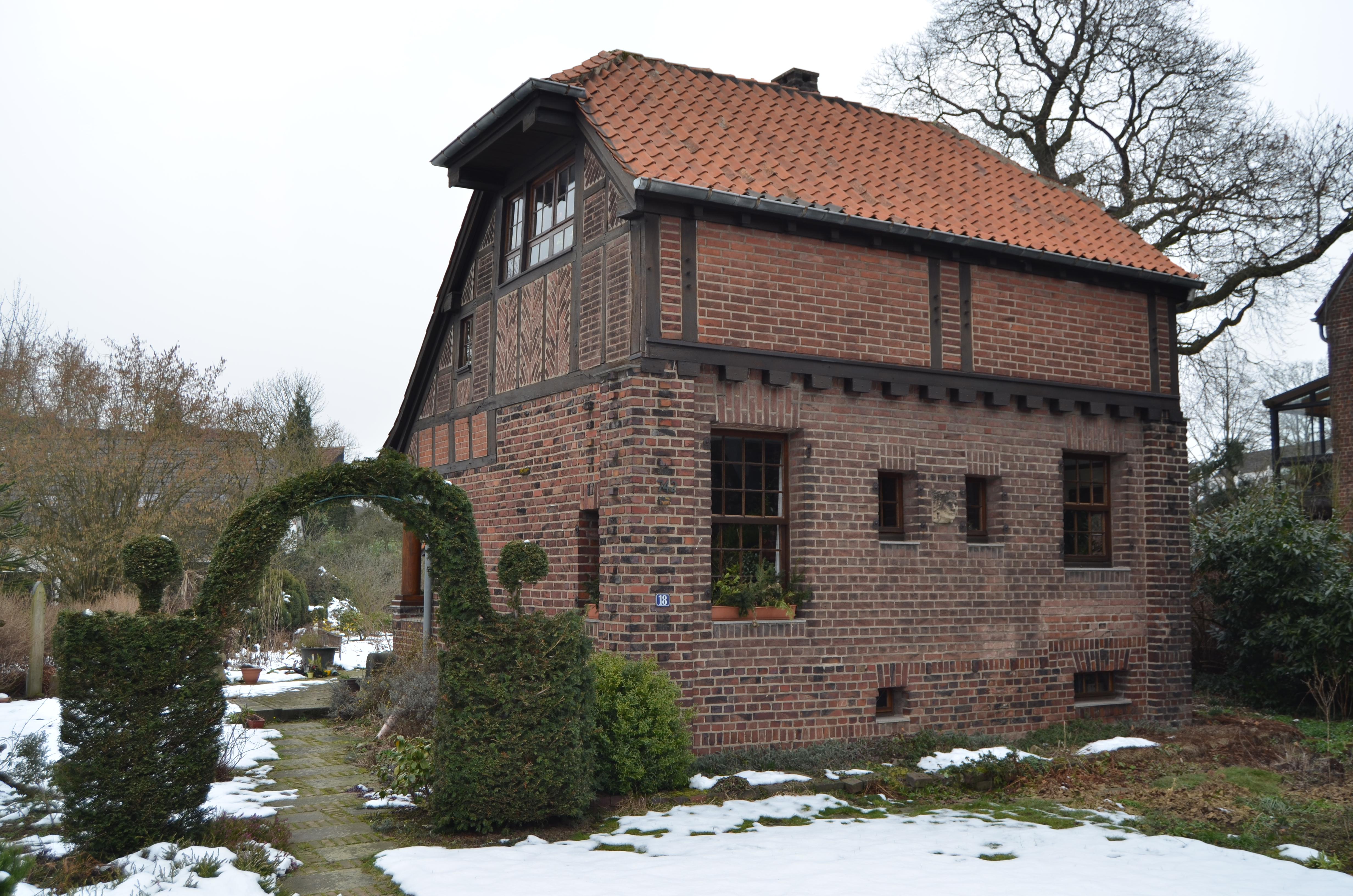
Buschhüter-Haus (1908) für dessen Mutter
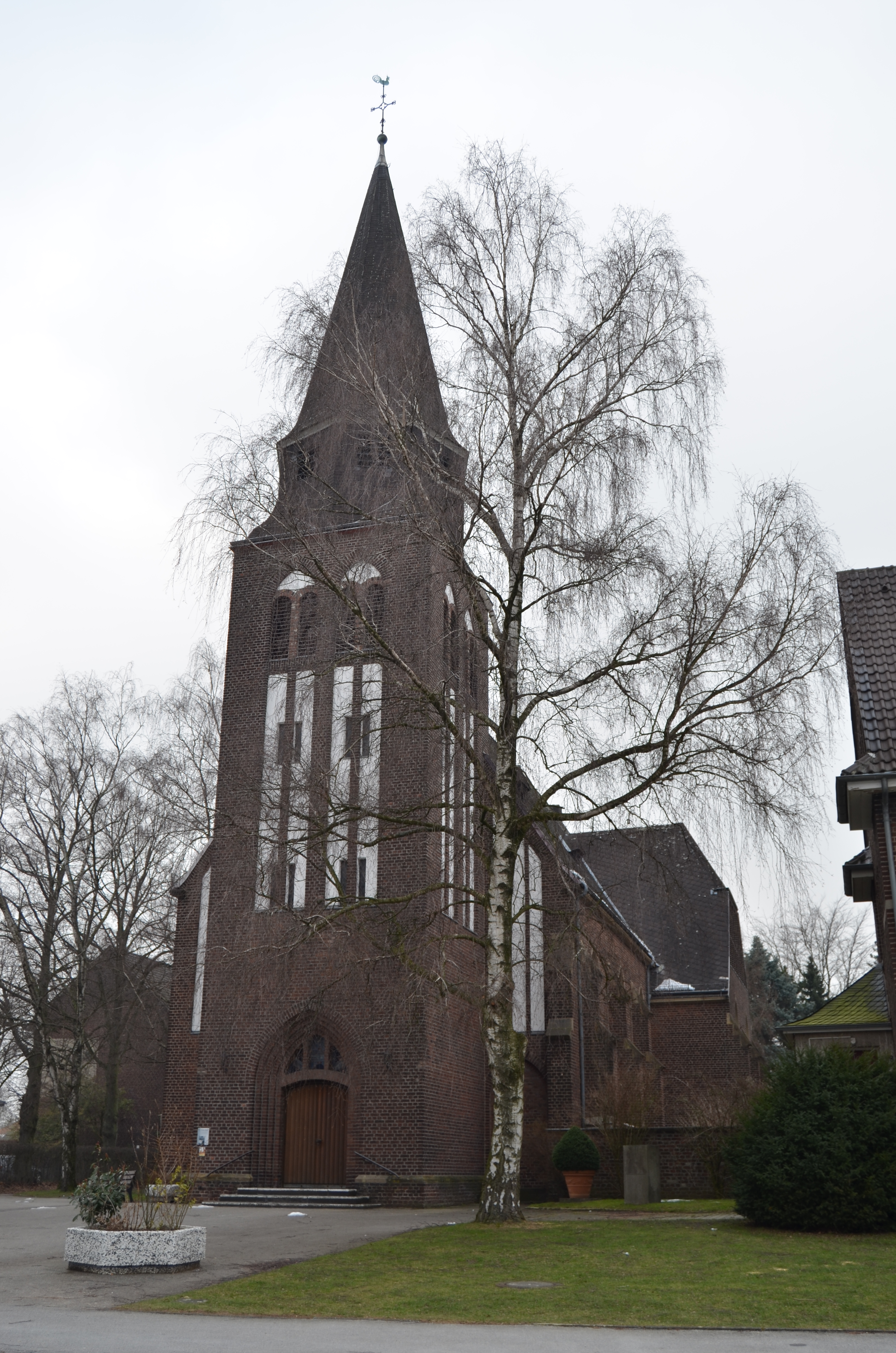
Katholische Kirche Christus König